# Tuna el-Gebel
Tuna el-Gebel è la necropoli dell'antica città di Ermopoli, situata nel governatorato di Minya, nel Medio Egitto, sulla riva occidentale del Nilo.

## Storia

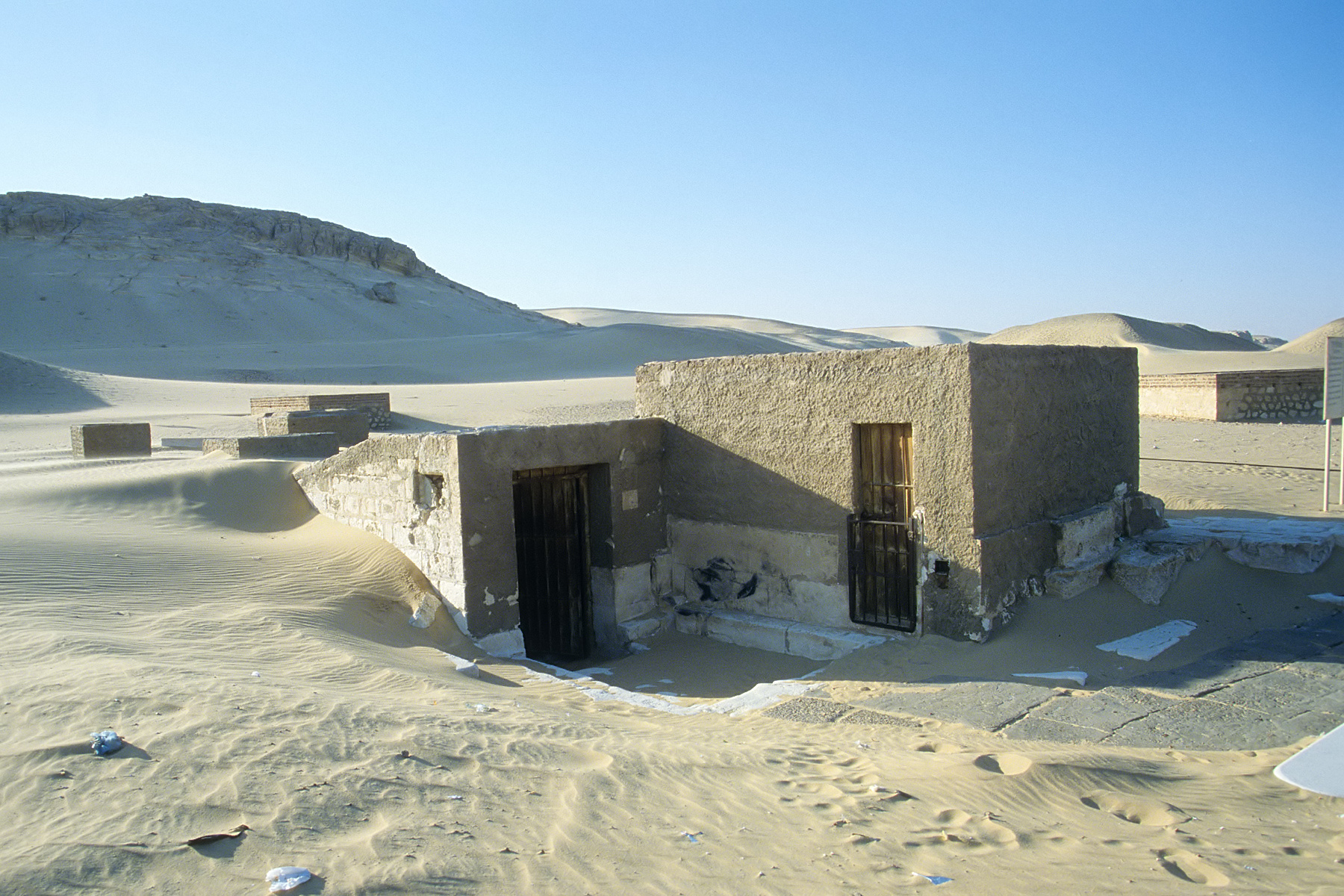
L'ingresso alle gallerie degli animali sacri

I primi scavi della necropoli furono eseguiti da André Gombert nel periodo compreso tra il 1902 e il 1903, per conto dell'Institut français d'archeologie orientale. Nel 1913 Walter Honroth della Deutschen Orient-Gesellschaft, intraprese delle ricerche esaminando le tombe vicino alla stele: questa è il più antico monumento della zona ed è una stele di confine di Akhenaton. Nel 1919 venne resa nota la scoperta della tomba di Petosiris, esplorata l'anno successivo da Gustave Lefebvre. Tra il 1931 e il 1951 l'Università del Cairo, sotto la direzione di Sami Gabra, esaminò tutte le tombe intorno a quella di Petosiris e i reperti trasferiti al Museo egizio de Il Cairo. Tra il 1972 e il 1974, Günter Grimm e Dieter Kessler su commissione dell'Istituto archeologico germanico documentarono gli edifici tombali della necropoli e gli oggetti nel Museo di Mallawi. Altre ricerche furono fatte nel 1989 e nel 2004, mentre dal 2017 sono state riportate alla luce numerose mummie, in particolare, nel febbraio 2019, è stata annunciata la scoperta di una tomba faraonica contenente oltre 40 mummie e oggetti in ceramica.

## Descrizione
Nei pressi dell'ingresso moderno della necropoli si trova la tomba del sacerdote Petosiris: risale al IV secolo a.C. e venne costruita durante la conquista dell'Egitto da parte di Alessandro Magno. Simile al tempio di Dendera, l'esterno è nel tipico stile del tardo periodo, mentre la corte è in stile greco: le decorazioni, in particolar modo bassorilievi raffiguranti mestieri e animali, come profumieri, falegnami o una mucca nell'atto di partorire, sembrano essere realizzate per ingraziarsi i nuovi sovrani tolemaici. Oltre al sacerdote, raffigurato mentre offre doni agli dei, nella tomba sono sepolti tra gli altri il padre e il fratello di Petoriris.

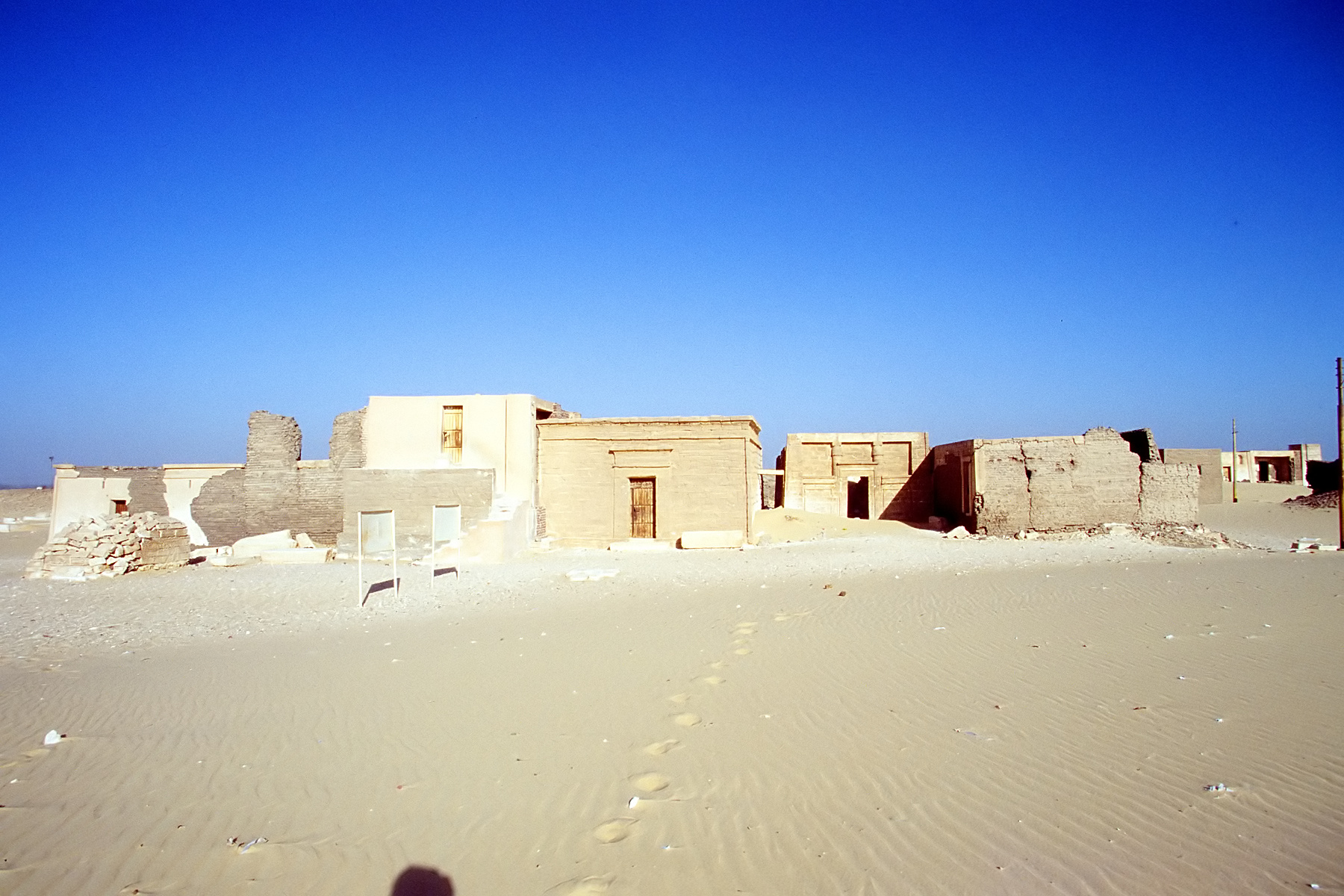
La tomba di Isadora

Altra tomba presente nella necropoli è quella di Isadora, una donna giovane e ricca che viveva a Ermopoli durante il periodo in cui regnava l'imperatore romano Antonino Pio e che si innamorò di un giovane soldato di Antinopoli, ma il padre non acconsentì alle nozze: i due scapparono ma la ragazza morì annegata mentre cercava di attraversare il Nilo. Il suo corpo venne mummificato e sulla tomba fu inciso un poema di dieci righe in greco. Nel corso degli anni il sepolcro divenne meta di pellegrinaggi: i resti di Isadora sono presenti ancora nel mausoleo.
A partire dalla XXVI dinastia furono scavate delle gallerie nella roccia dove vennero raccolti mummie di animali quali ibis, falchi e babbuini, prima in vasi di terracotta, successivamente in sarcofagi e bare. Tra il VI e il IV secolo a.C. Tuna el-Gabel divenne l'unico luogo sacro di sepoltura per gli ibis in Egitto: papiri demotici testimoniano che ibis vennero portati da tutto il regno. Durante il periodo tolemaico le gallerie furono ampliate e le bare e i sarcofagi furono dotati di iscrizioni demotiche. 
Su un altopiano roccioso, sopra le gallerie di animali, si trovano i resti di un tempio in pietra, scavato da Sami Gabra, e edifici in mattoni di argilla.
A sud delle gallerie sono presenti i resti del tempio dedicato a Thot: del primitivo tempio non rimangono tracce, mentre di quello costruito sotto Nectanebo II e esplorato da Sami Gabra rimangono visibili il cortile colonnato, parte di un giardino dove probabilmente venivano custoditi gli animali sacri e un pozzo profondo circa 35 metri.
Altro tempio è quello dedicato a Osiride, costruito intorno al 310 a.C. sotto Tolomeo I: scoperto da Sami Gabra, venne nuovamente esplorato tra il 1989 e il 1992. A sud del tempio si trovano i resti di una casa, individuata sempre da Sami Gabra e successivamente indagata tra il 1993 e il 1994, realizzata con mattoni di fango: questa venne costruita intorno nel 170 a.C. e serviva al sacerdote sia come abitazione privata che come luogo di lavoro. La casa era composta da uno spazio dov'era conservata l'immagine di Osiride, una sala per le riunioni e per la scrittura, una cucina e un archivio: qui venne scoperto tra il 1938 e il 1939 il Codice di Ermopoli, un papiro demotico contenente calcoli matematici e la più antica raccolta di casi legali dall'Egitto.
A nord della necropoli si trova il monastero copto di Deir Nazlet Tuna.